# Martin Lamm
Martin Lamm (22 juin 1880 - 5 mai 1950) est un universitaire littéraire suédois.

## Biographie
Lamm est le fils de l'homme d'affaires Herman Lamm et de Lisen Philipson. Il devient professeur agrégé de littérature à l'Université d'Uppsala en 1908. Lamm est professeur à l'Université de Stockholm de 1919 à 1945. En 1928, il devient membre de l'Académie suédoise. Lamm est le premier chercheur à éditer systématiquement les articles non publiés d'August Strindberg et à mener des études sérieuses sur les œuvres de Carl Jonas Love Almqvist. Il écrit également une biographie sur Emanuel Swedenborg. Lamm est mort dans un accident de tram sur Skeppsbron à Stockholm.